# Jeffrey Riseley

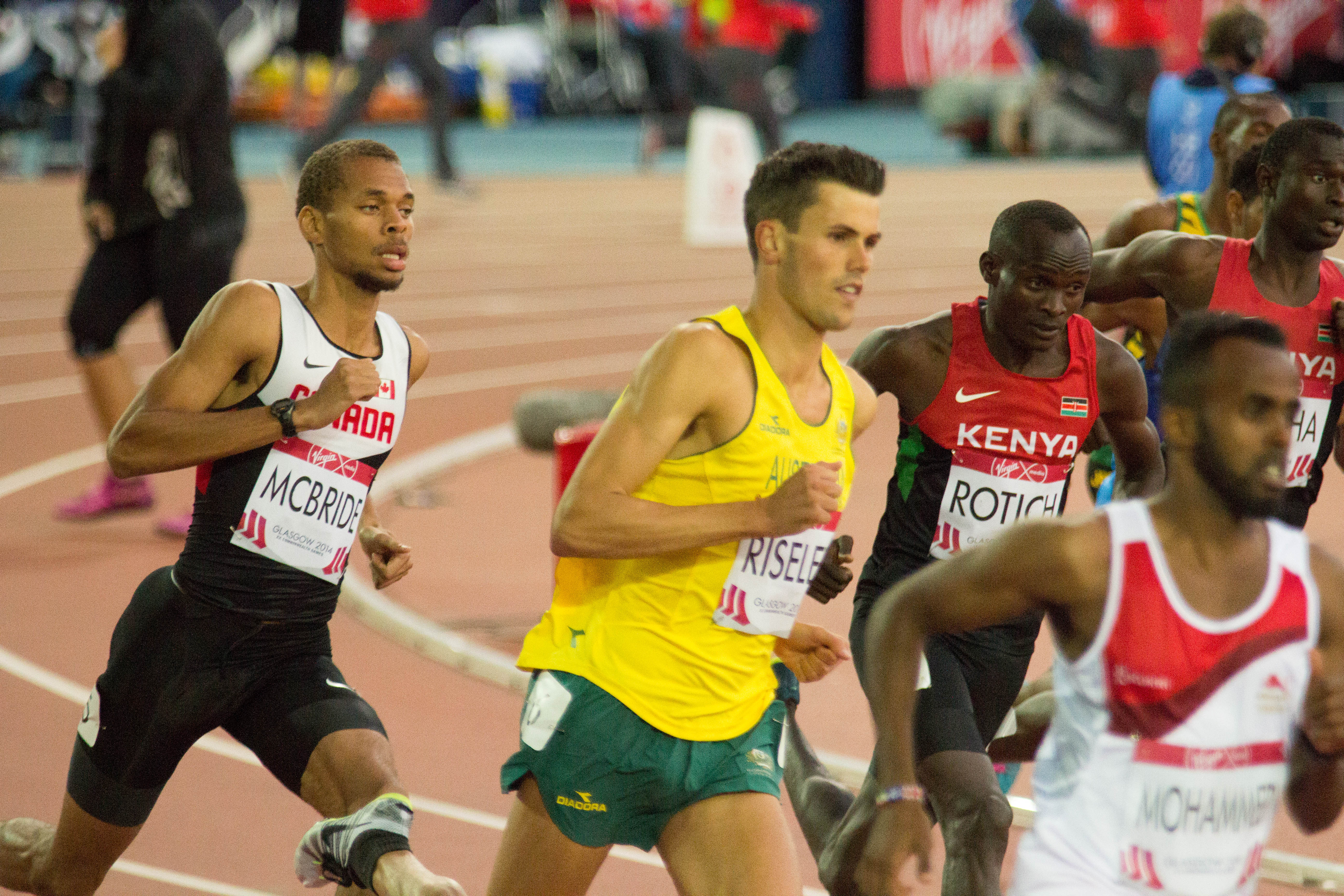
Jeffrey Riseley (in Gelb)

Jeffrey Riseley (* 11. November 1986 in Dandenong) ist ein australischer Mittelstreckenläufer.
Bei den Weltmeisterschaften 2007 in Osaka schied er über 800 Meter und bei den Olympischen Spielen 2008 in Peking über 1500 Meter im Vorlauf aus. 2009 erreichte er bei den Weltmeisterschaften in Berlin über 1500 m das Halbfinale.
Bei den Weltmeisterschaften 2011 in Daegu scheiterte er über 1500 Meter und bei den Olympischen Spielen 2012 in London über 800 Meter in der ersten Runde.
2014 wurde er bei den Commonwealth Games in Glasgow über 800 und 1500 Meter und beim Continentalcup in Marrakesch über 800 Meter jeweils Fünfter.
Bei den Weltmeisterschaften 2015 in Peking verzichtete er im Halbfinale des 800-Meter-Laufs wegen einer Verletzung auf einen Start.
Fünfmal wurde er über 1500 Meter (2009, 2011, 2012, 2014, 2015) und einmal über 800 Meter (2015) Australischer Meister.

## Persönliche Bestzeiten
- 800 m: 1:44,48 min, 17. Juli 2012, Lignano Sabbiadoro
- 1000 m: 2:16,09 min, 17. Juni 2014, Ostrava (Ozeanienrekord)
- 1500 m: 3:32,93 min, 10. Juli 2009, Rom
- 1 Meile: 3:51,25 min, 3. Juli 2009, Oslo